# Феофания

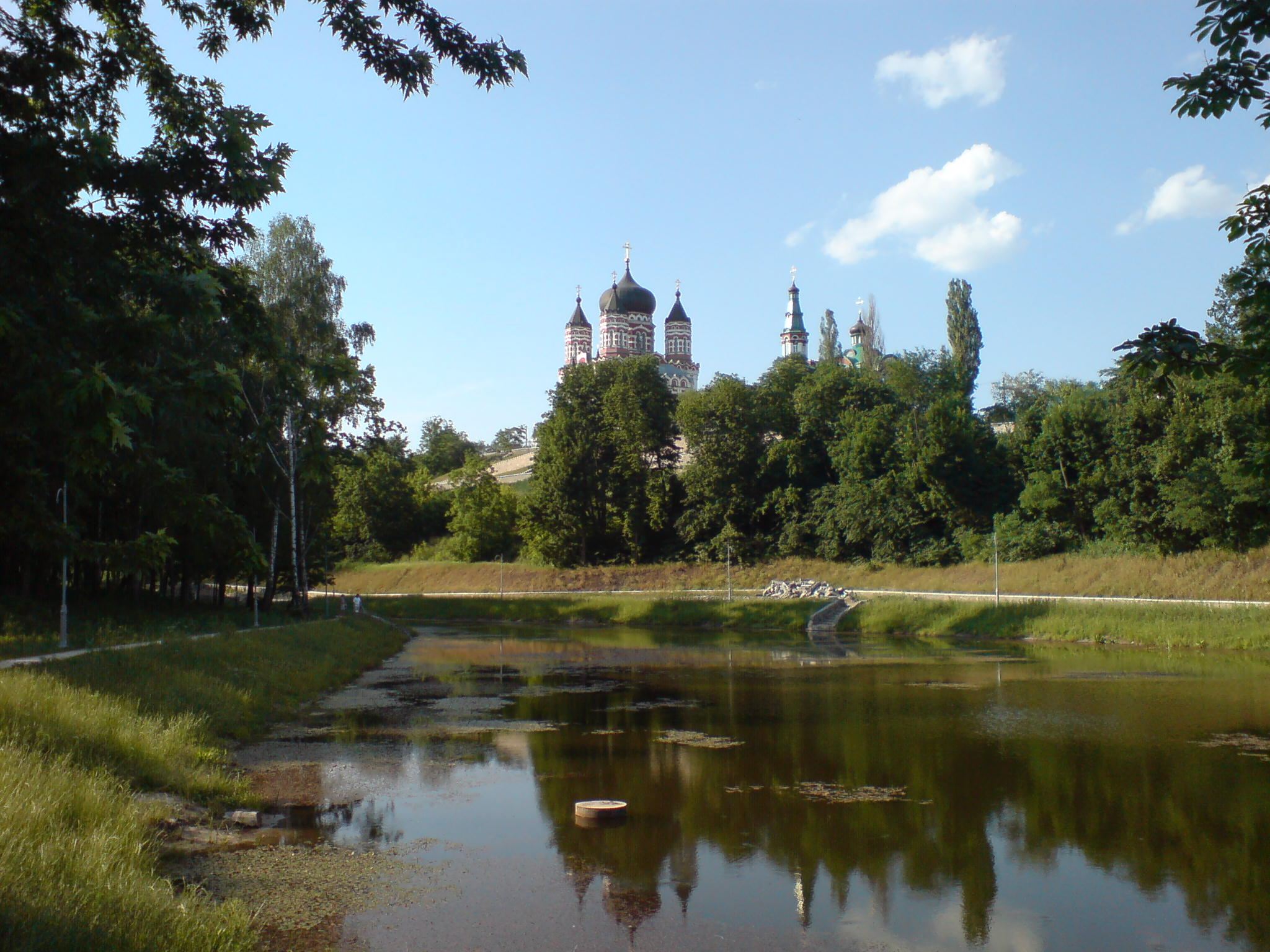
Верхний пруд садово-паркового комплекса НАН Украины «Феофания» и Свято-Пантелеймоновский монастырь

Феофа́ния (укр. Феофанія) — историческая местность на территории Голосеевского района города Киева. Феофания (ранее Лазаревщина и Шахравщина) располагается между Теремками, Голосеево, Пироговом и Хотовом. Самая древняя её часть расположена вдоль улицы Академика Лебедева и вокруг Свято-Пантелеймоновского собора.
Впервые местность упоминается в 1471 году как Лазаревщина; тогда она принадлежала киевскому распорядителю Ходику. Считается, что название это пошло от имени некоего монаха-пасечника Лазаря. Современное название местности существует с 1803 года — дано по благословению киевского митрополита Гавриила в честь настоятеля Михайловского Златоверхого монастыря викария епископа Феофана (Шиянова), который получил в этой местности угодья для загородной дачи. В 1806 им была построена Михайловская церковь и загородная резиденция. С 1860-х годов Феофаново принадлежало Михайловскому Златоверхому монастырю. На этих землях были сооружены кельи для монахов, митрополичий дом, трапезная, гостиницы для паломников, Всехсвятская церковь (1866; не сохранились). В архитектуре этих построек преобладали формы украинского барокко. Административно-территориально Феофания входила в Хотовскую волость Киевского уезда Киевской губернии.
В 1919 году монастырские земли были национализированы, а на их территории организовано государственное пригородное сельскохозяйственное предприятие. Впоследствии здесь разместились лечебные учреждения различных ведомств, Главная астрономическая обсерватория и полевая экспериментальная лаборатория Института ботаники НАН Украины.

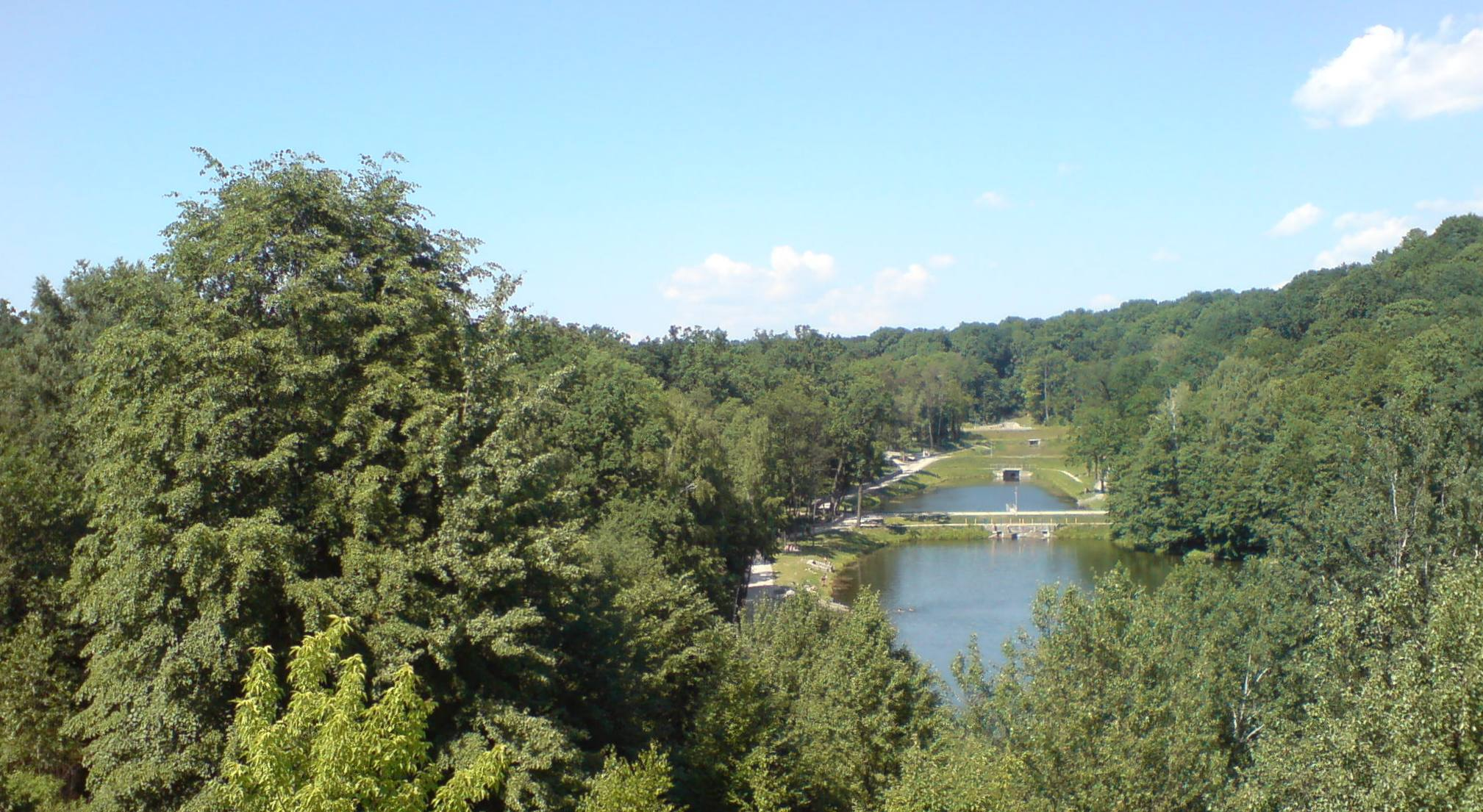
Феофания: вид на нижние пруды

В 1972 году урочище «Феофания» было объявлено парком-памятником, с 1992 года имеет статус парка-памятника садово-паркового искусства общегосударственного значения, подчинённого Государственному заповедному хозяйству «Феофания» Национальной академии наук Украины. С 2006 г. — садово-парковый комплекс НАН Украины «Феофания».
С 2003 года проводилась реконструкция зоны отдыха возле прудов с обустройством канализации, водоснабжения, беседок, фонтанов, прокладкой мощёных дорожек, облицовкой берегов и многим другим. Организованы пункты общественного питания и контрольно-пропускной пункт с автостоянкой.
В районе Феофании расположены Свято-Пантелеймоновский монастырь и Институт теоретической физики Национальной Академии наук Украины. В Голосеевском лесу вблизи Феофании — Клиническая больница «Феофания» Государственного управления делами и Главная астрономическая обсерватория Национальной академии наук Украины.
К Феофании примыкает Хотовское городище скифских времен (VI—IV вв. до н. э.).
Феофания является родиной советской вычислительной техники: в 1950 году в зданиях монастыря был построен первый в континентальной Европе компьютер — МЭСМ (Малая электронная счётная машина). Руководил проектом академик С. А. Лебедев.

## Галерея фотографий садово-паркового комплекса НАН Украины «Феофания»

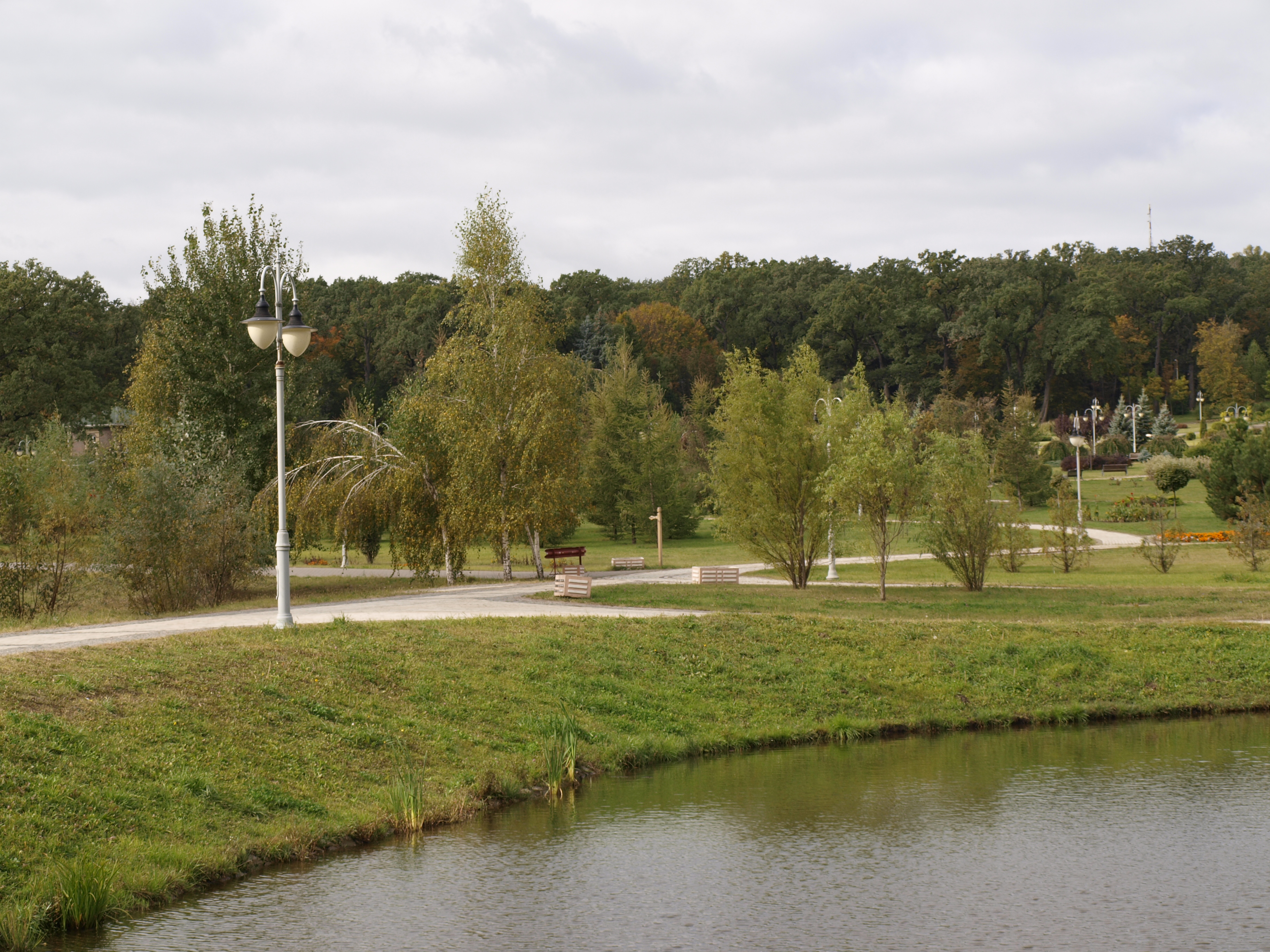
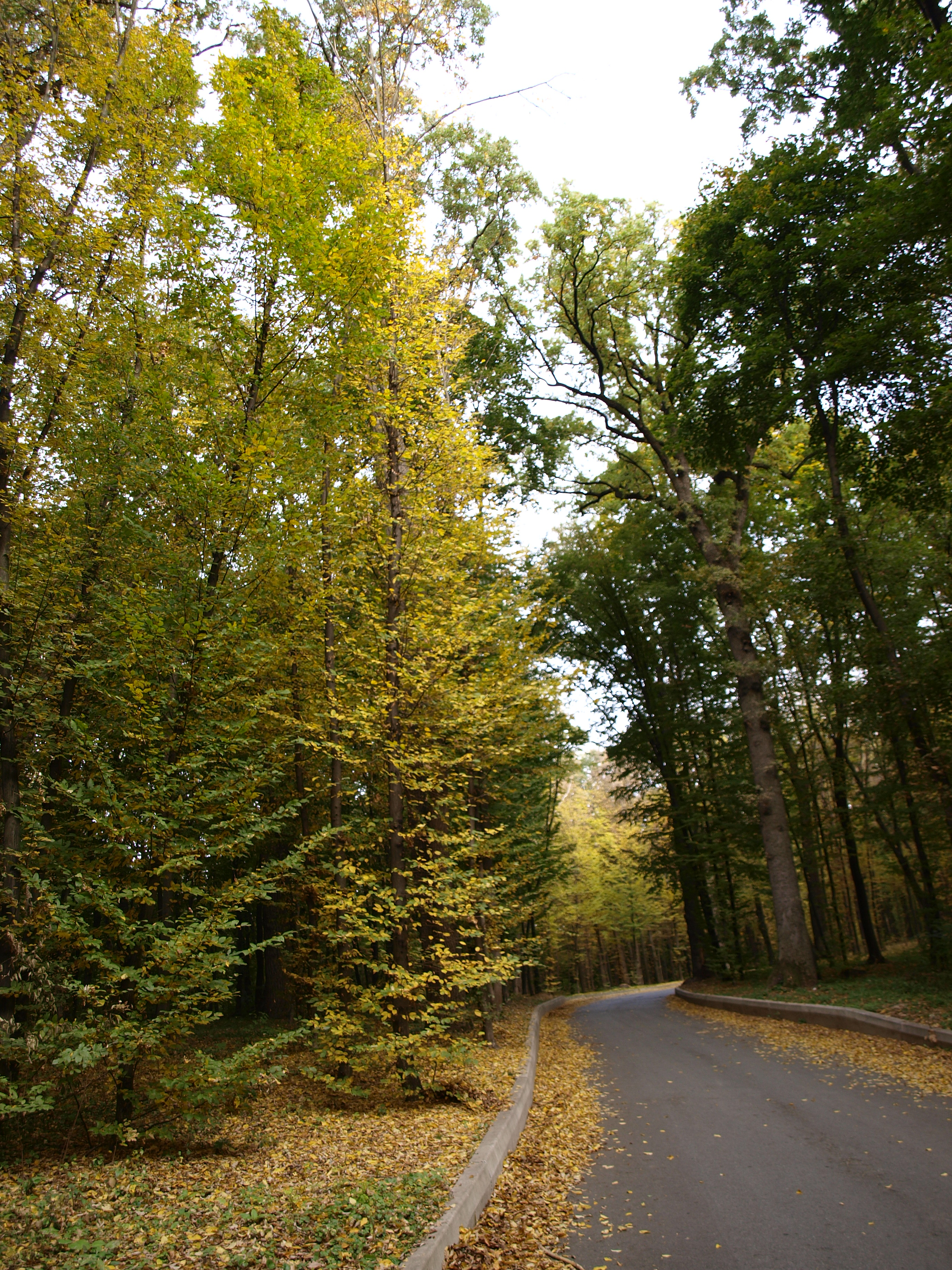
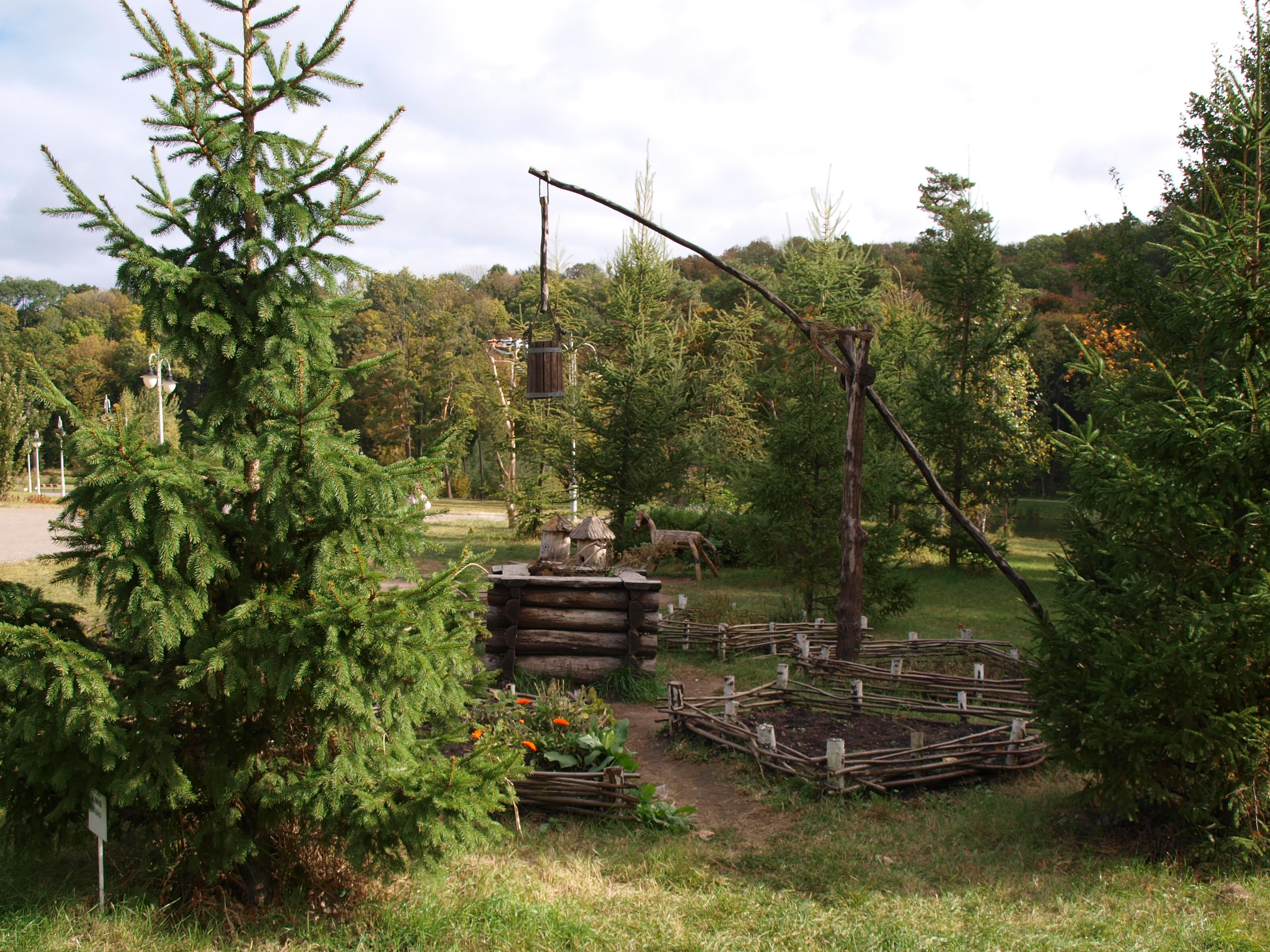
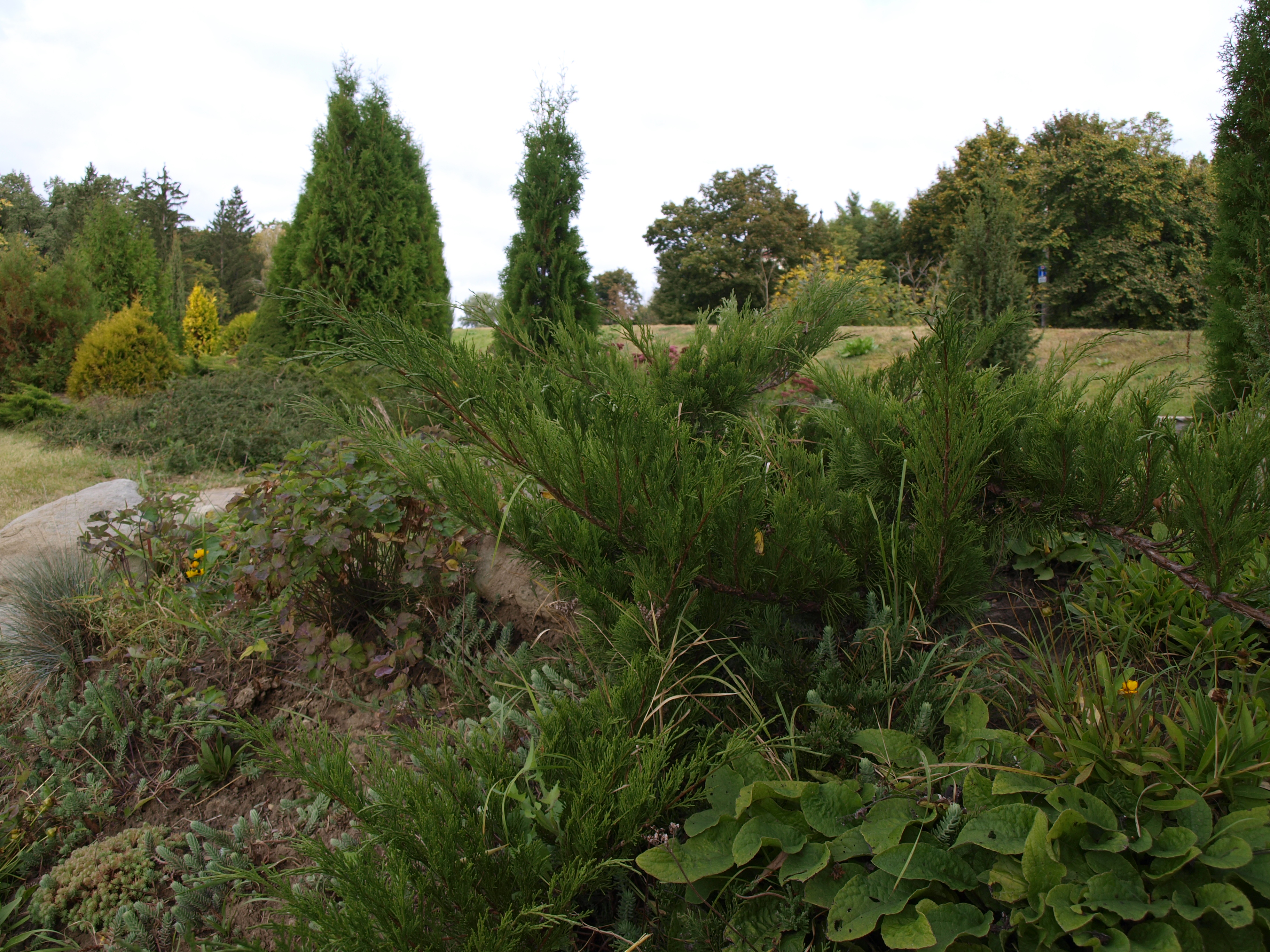
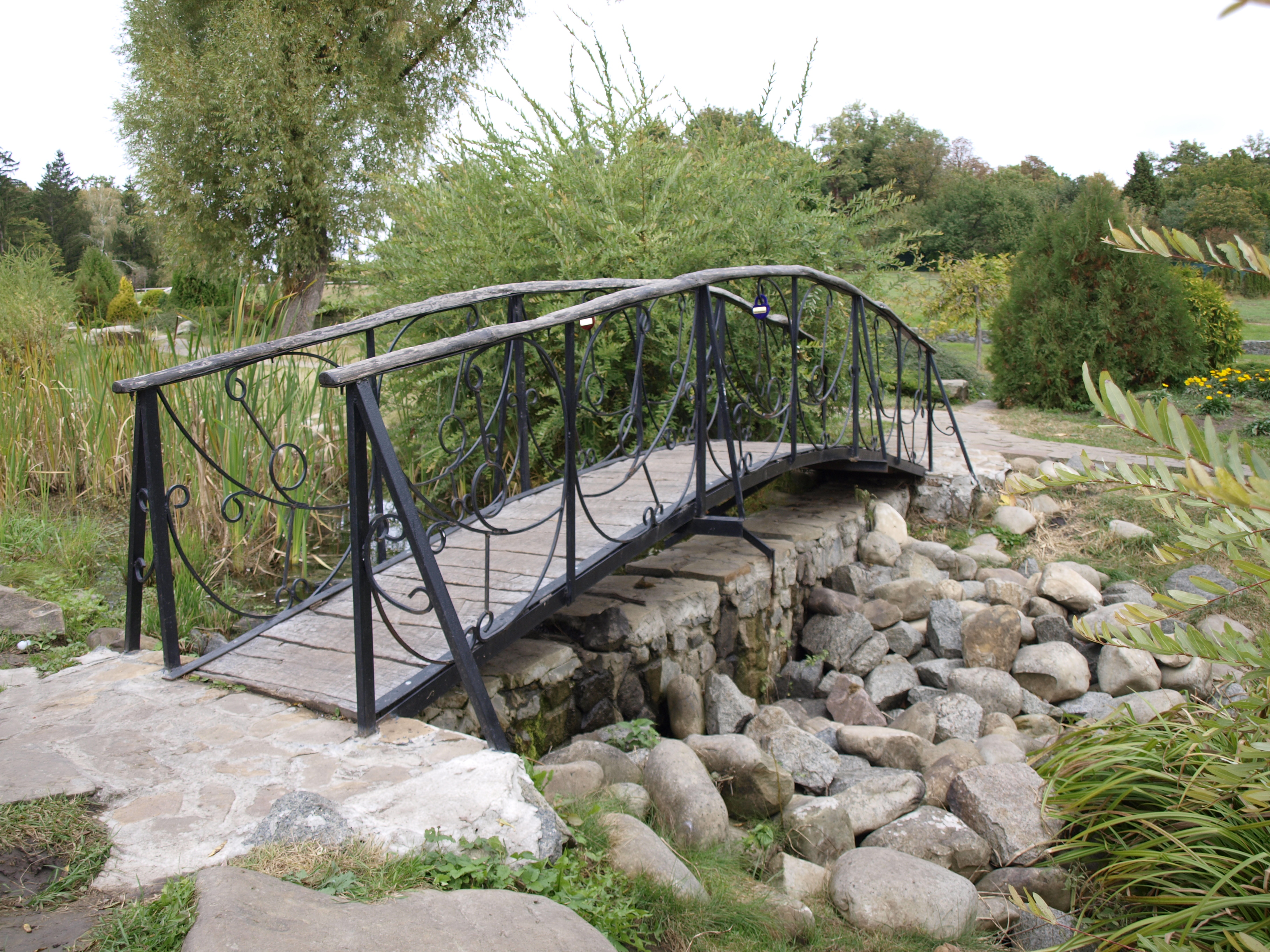
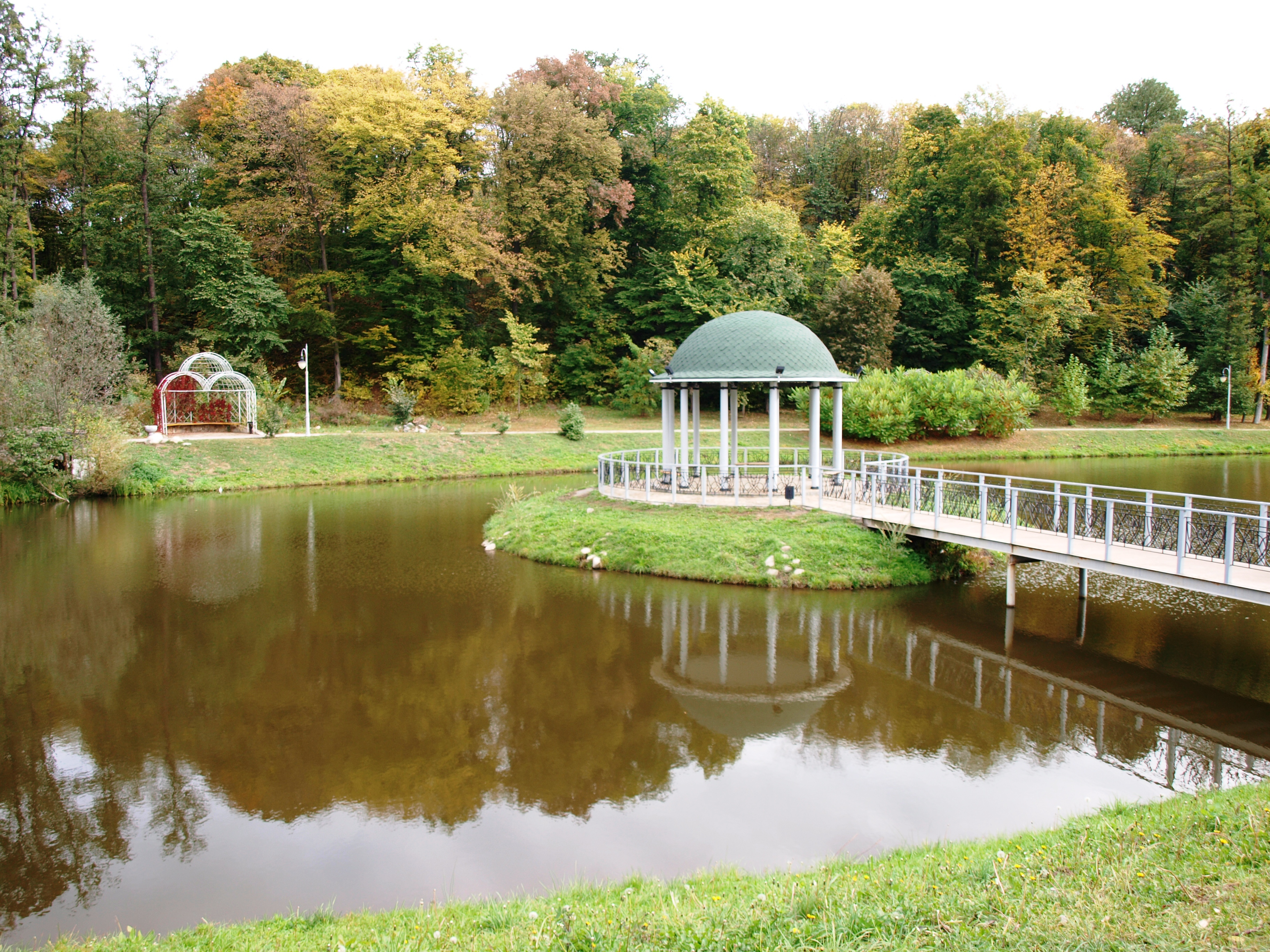
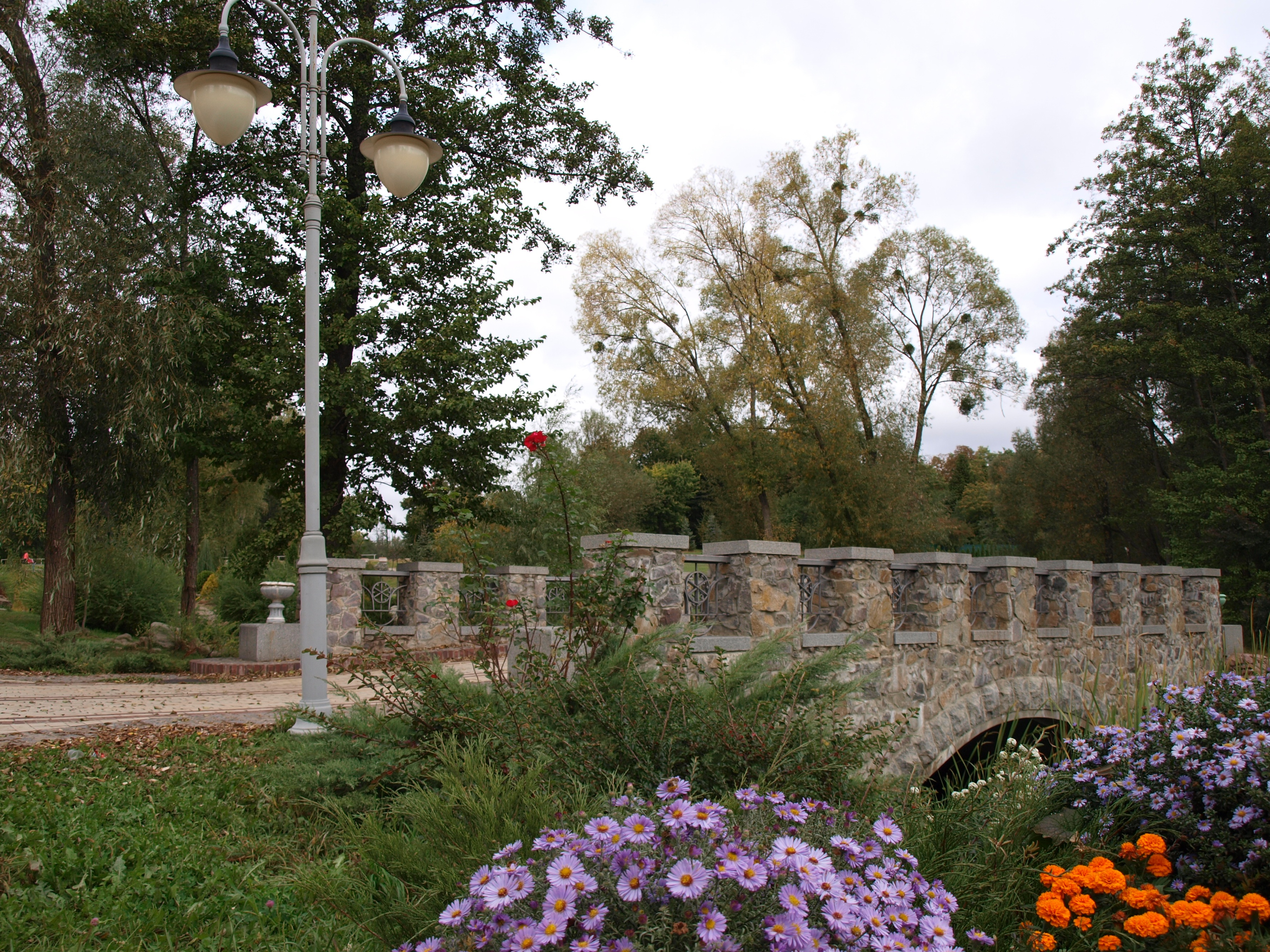
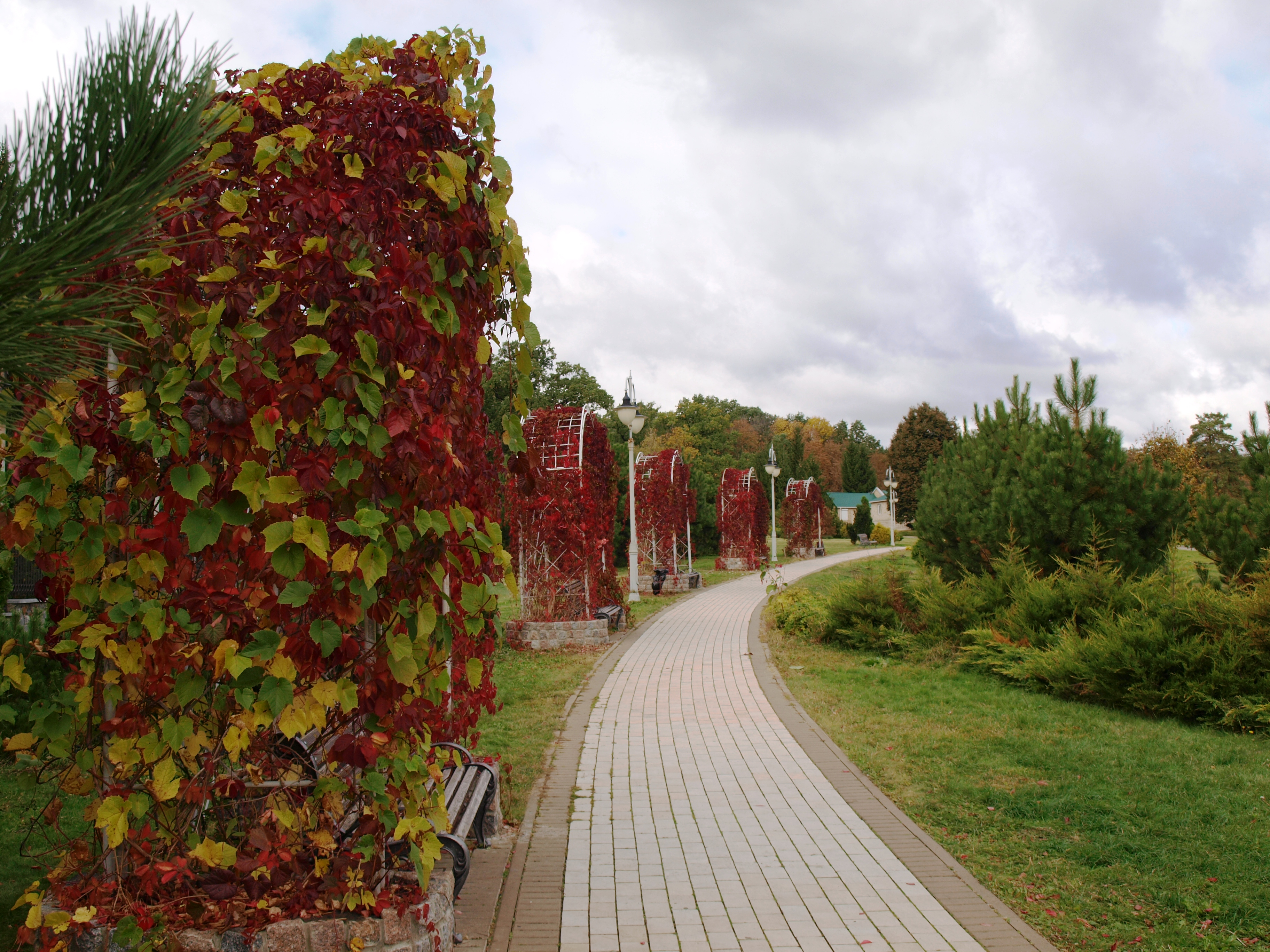
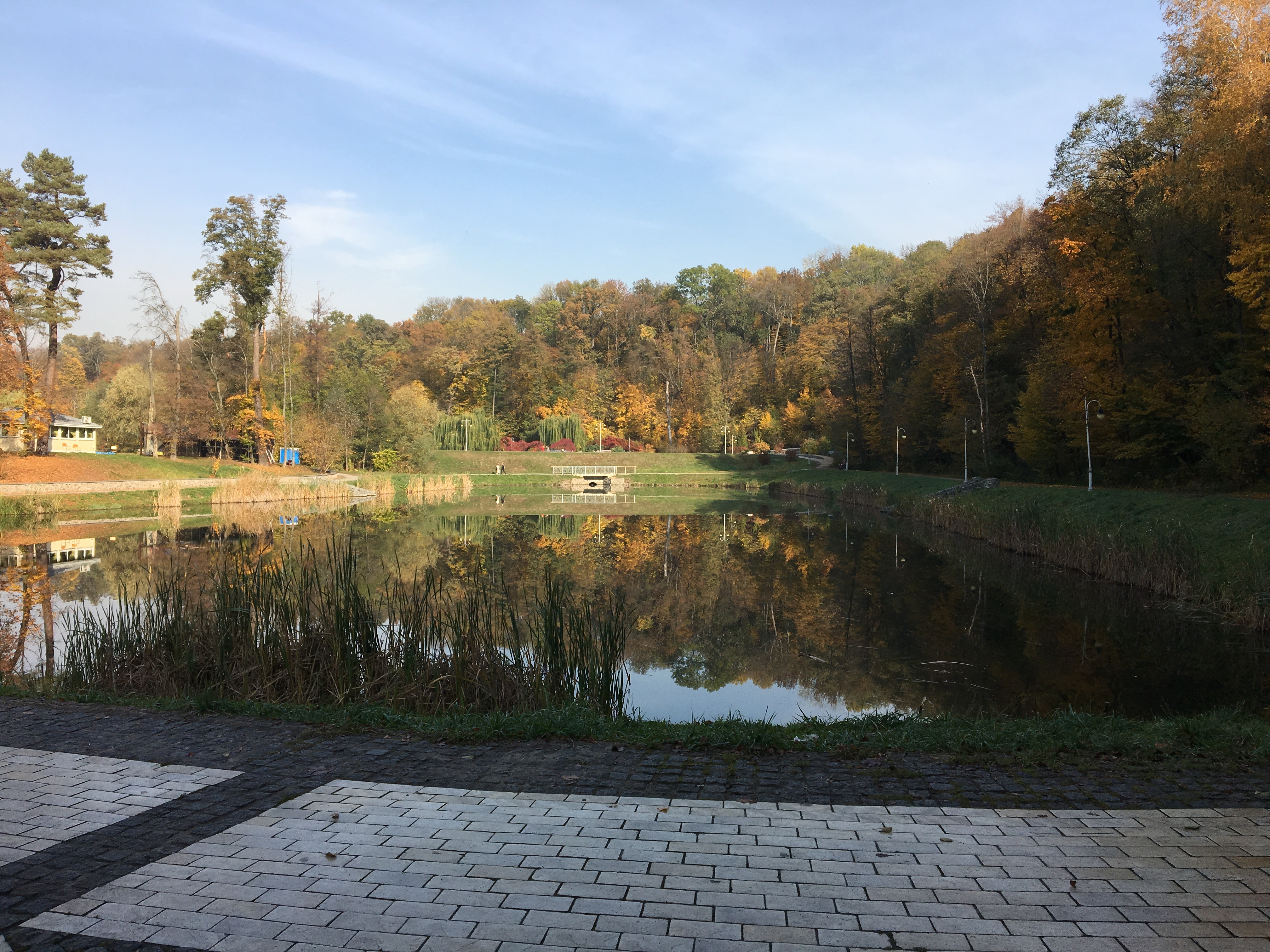
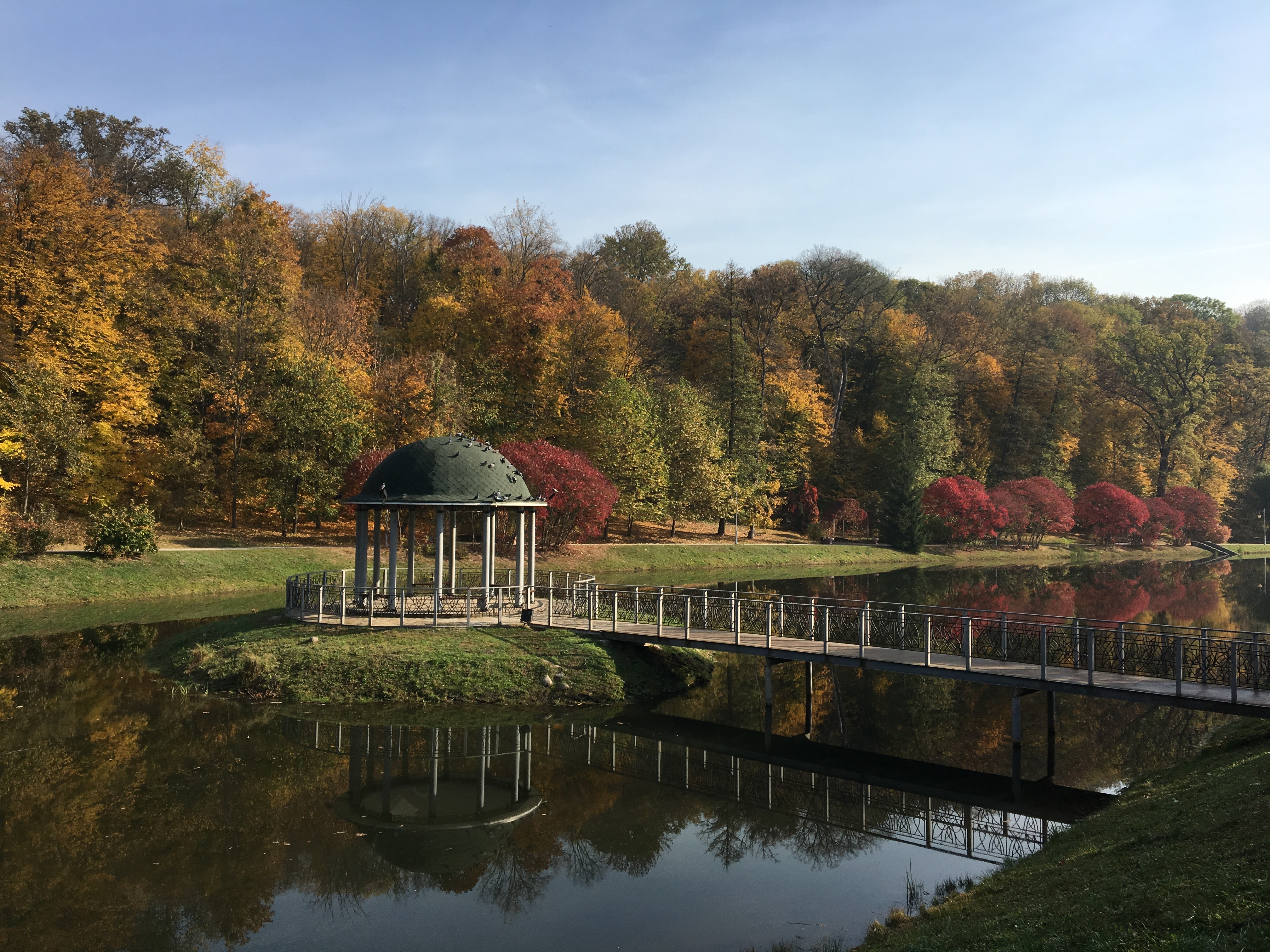